# Wen-an
Wen-an (čínsky pchin-jinem Wén'ān, znaky 文安) je okres v městské prefektuře Lang-fang v provincii Che-pej v Čínské lidové republice. Rozloha celého okresu je 980 čtverečních kilometrů a v roce 2004 v něm žilo přibližně 460 tisíc obyvatel.

## Historie
Okres Wen-an vznikl za říše Chan roku 202 př. n. l. Za říše Suej roku 611 byl z něho a sousedního okresu Pching-šu vydělen okres Feng-li (丰利), roku 627 opět přivtělený k Wen-anu.
Roku 1958 byl okres Wen-an začleněn do okresu Žen-čchiou, o tři roky později byl obnoven jako část Tchien-ťinu, od roku 1973 podéhal chepejské prefektuře Lang-fang, od roku 1988 přejmenované na městskou prefekturu Lang-fang.